# Symphyletes nodosus
Symphyletes nodosus là một loài bọ cánh cứng trong họ Cerambycidae.